# 花咲燈塔
花咲燈塔為日本北海道根室市根室半島南側之花咲岬突端所立塗為赤白相間四角形的燈塔。周邊已整
備成公園，為眺望太平洋風光明媚之地。而且被選入「日本燈塔50選」之一燈塔。

## 歷史
- 1890年（明治23年）11月1日初點燈。
- 1951年（昭和26年）改建。
- 1952年（昭和27年）8月起霧信號所開始鳴笛。

## 燈塔結構與行政諸元

### 燈塔結構諸元
- 航路標識番號：0150 [F6836]。
- 塔身塗色・構造：塔身在白色基質上塗一條赤横帯，塔形為水泥混凝土造。
- 燈器：第5等菲涅耳透鏡式。
- 燈質：單明暗白赤光（明6秒、暗2秒）。
- 實効光度：2萬1千cd。
- 光程：15.5浬（約29公里）。
- 明弧：從217度至148度。
- 塔高（地上至塔頂）：10米。
- 燈高（平均海面至燈火）：31米。
- 燈塔座標：北緯43度16分39.85秒、東經145度35分22.16秒。

### 燈塔行政諸元
- 管轄機關：日本海上保安廳第1管區海上保安本部。
- 初點燈：1890年（明治23年）11月1日。
- 所在地：北海道根室市花咲。

## 附屬施設
- 霧信號所（隔膜式霧笛(Diaphragm horn)：毎15秒吹鳴1回）。

## 交通路線
1. 從根室市出發往南走310國道經日產，之後再左轉市道經過花咲港國小。後直走到花咲車石（花咲岬）即可望見燈塔。
2. 從JR根室本線根室站搭根室交通汽車在花咲港下車走約10分鐘可達、如從車石入口下車後徒歩20分鐘可達。

## 周邊環境
- 花咲岬
- 根室車石

## 關連項目
- 燈塔
- 日本燈塔50選
- 霧信號所

## 外部連結
- （日語）第一管区海上保安本部 Japan 1st Regional Coast Guard Headquarters （页面存档备份，存于）
- （日語）花咲岬と花咲灯台（北海道）
- （日語）灯台用語集
- （日語）岬と灯台写真館